# Paradoxa de la igualtat de gènere
La paradoxa de la igualtat de gènere és un inesperat resultat que consisteix en el fet que països que promouen més la igualtat de gènere tendeixen a tenir menys equilibri de gènere en camps com ciència, tecnologia, enginyeria i matemàtiques (STEM). Als Països nòrdics, que varen introduir quotes per l'equilibri de gènere als equips directius de les empreses, els resultats són encara bastant desequilibrats, especialment als nivells més alts com els d'executiu en cap. Una hipòtesi pel que fa a la causa d'aquesta paradoxa és que als països amb més igualtat de gènere, les persones dels diferents gèneres es poden sentir més lliures d'expressar-se com a individus i així seria menys probable que sucumbissin a influències exteriors quan han d'escollir la seva professió. Aquesta teoria suggereix que hi ha diferències d'aptituds i personalitat inherents entre gèneres diferents.
Per quantificar la igualtat de gènere d'un país, els psicòlegs i els científics socials sovint utilitzen l'Índex de Diferència de Gènere Global (GGGI, per les seves sigles en anglès) que es basa en dades de països a tot el món, fins i tot segueix parelles de germans d'infantesa a adultesa per incorporar factors genètics i mediambientals al seu model. Diversos estudis han confirmat la paradoxa de la igualtat de gènere. Mentre aquests estudis tendeixin a utilitzar la mateixa dada de GGGI per mesurar la igualtat de gènere d'un país, s'ha demostrat que els problemes metodològics són improbables.
El 2020 un estudi d'un grup interdisciplinari de la Universitat Harvard va provar de verificar aquests resultats i va detectar dades que no es corresponien amb les estadístiques disponibles. Després d'un estudi, l'editorial feu modificar l'article de Stoet i Geary del 2018. Els autors de l'article crític destacaren que la paradoxa de la igualtat de gènere no és res més que la vella tradició adaptada als temps moderns de que són les diferències biològiques i no les desigualtats socials les que regeixen les diferències de gènere també en àrees com les STEM.